# 아킴보

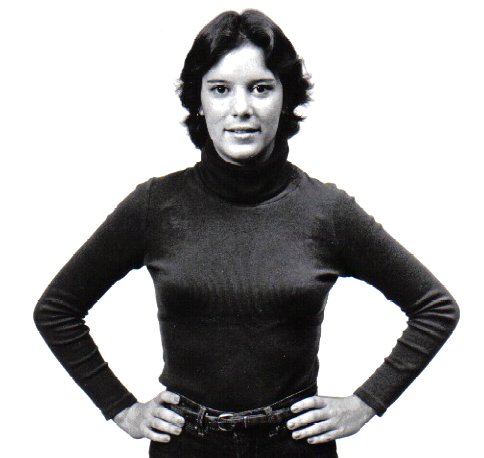

아킴보(Akimbo)는 두 손을 엉덩이에 올리고 팔꿈치를 몸 바깥쪽으로 향하는 자세이다. 1400년경 《캔터베리 이야기》에 가필된 〈베린의 이야기〉에 "kenebowe"라는 표현이 등장하는 것이 그 시초이다.